# Tricentra commixta
Tricentra commixta là một loài bướm đêm trong họ Geometridae.